# Albert Hoffmann (Maler)
 Albert Hoffmann (* 15. Mai 1945 in Wien) ist ein österreichischer Maler.

## Leben
Nach Abschluss der Hauptschule absolvierte Hoffmann eine Ausbildung zum Kaufmann. Nach einigen Praxisjahren machte er sich selbstständig und übte den Beruf bis 1987 aus.
Schon als Jugendlicher zeigte er Talent für das Zeichnen und das Malen, konnte es jedoch durch seine berufliche Tätigkeit nicht weiter fördern. Nach einer schweren Krankheit entschloss er sich 1987, sein Geschäft aufzugeben und die Malerei in den Mittelpunkt seines Lebens zu stellen.
Ab 1988 absolvierte er eine Ausbildung bei Michael Haas in Wiener Neustadt, wo er vor allem in der Aquarelltechnik geschult wurde und in weiterer Folge auch in den verschiedenen Techniken der Ölmalerei. Auch sein Zeichentalent bildete er weiter aus. Nach intensiver Beschäftigung mit der Malerei sowie dem Studium von Literatur über die alten und neuen Meister begann er 1996, bei den Badener Kunstwochen, an der Salzburger Volkshochschule, an der Volkshochschule Ternitz und an der Volkshochschule Gerstetten in Deutschland Kurse und Workshops zu geben.
Hoffmann veranstaltete und leitete Malseminare in Österreich und organisiert Malreisen nach Ungarn, Tschechien, Frankreich, Italien, Griechenland, Slowenien und Kroatien. Darüber hinaus gründete er in seiner Heimatgemeinde Gloggnitz eine Malschule im Schloss Gloggnitz. Zur Unterstützung seiner Lehrtätigkeit und der Vermittlung der Maltechniken an seine Schüler hat Albert Hoffmann 2005 eine DVD mit dem Titel Aquarellieren nach der Malschule Albert Hoffmann aufgelegt, welche er auch in einem Beitrag der ORF-Sendung Schöner Leben im Jahr 2004 präsentierte.
2004 gründete er den Kulturverein Art Aktiv Gloggnitz, in dessen Rahmen er mit Kunstschaffenden Ausstellungen, wie unter anderem Kunst im Schlosspark und die Weihnachtsausstellung Künstlerisches Handwerk, organisierte. Auch die kulturelle Folgenutzung des Schlosses Gloggnitz, das im Jahr 1992 Schauplatz der Niederösterreichischen Landesausstellung war, wurde durch seine Aktivitäten sichergestellt. Das Schloss ist durch die Veranstaltungen des Schlossateliers auch zu einem gesellschaftlichen Mittelpunkt für die Gemeinde geworden.
Eine Anerkennung für sein Schaffen erhielt Hoffmann 1999 mit der Aufnahme als Mitglied der Berufsvereinigung der bildenden Künstler Österreichs deren Präsident Karl Novak ihn zu führenden Aquarellmalern in Österreich zählt. Hoffmann präsentierte seine Werke unter anderem im Jahr 2000 in Venedig und in der Weatherburn-Galerie in Florida. Auch bei der Internationalen Kunstmesse 2002 und 2003 in Salzburg sowie 2005 bei der Ausstellung 60 Jahre Republik im Schloss Gloggnitz stellte er aus. Seine letzte Ausstellung eröffnete Albert Hoffmann am 22. April 2009 auf der Ausstellungsbrücke des Niederösterreichischen Landhauses in St. Pölten. Diese grenzüberschreitende Wanderausstellung zum Thema Donau – Alpen – Adria mit weiteren Stationen in Graz und Grado, fand im November 2009 ihren Abschluss in Gloggnitz. Ankäufe seiner Werke erfolgten durch die grafischen Sammlung der Albertina Wien, der Kunst-Auktion im Wiener Dorotheum, dem Land Niederösterreich und der Delegation of the European Commission Vienna.
Durch die Publikation mehrerer Kunstkalender, dem Kunst-Katalog Aquarelle und Zeichnungen sowie dem Buch Der Weg präsentiert er seine Werke einem breiten Publikum. Im Band XII der Reihe Monographien zur Kunst Österreichs im zwanzigsten Jahrhundert, erschienen 2001 im Österreichischen Kunst- und Kulturverlag Wien, ist er als zeitgenössischer Künstler vertreten. Hoffmann beteiligte sich 2006 am Kunstkalender zugunsten der Krebsforschung und stellte im Zuge einer Ausstellung in der Gloriette in Wien für diesen Zweck auch ein Werk zur Versteigerung unentgeltlich zur Verfügung. Als Gönner der Vereinigten Altösterreichischen Militärstiftungen widmet er jährlich eines seiner Werke dem Sozialfonds der VAM, welches im Rahmen einer Benefizgala auf Schloss Rothschild in Reichenau an der Rax versteigert wird.
Als Anerkennung für sein Schaffen und für seine Verdienste in der Erwachsenenbildung auf dem Gebiet der Malerei sowie in Würdigung seiner Arbeit für die Förderung der Kunst und Kultur wurde ihm vom Bundespräsidenten der Berufstitel Professor verliehen. Er lebt seit 1969 in Gloggnitz.

## Ausstellungen (Auswahl)
- 2016 Hoffmanns Erzählungen im "der Kunstraum" in der Ringstrassengalerie, Wien.[1]
- 2015 Historismus und Moderne IV – Der Erste Weltkrieg in zeitgenössischer und moderner Kunst, Heeresgeschichtliches Museum, Wien
- 2014 Neue Bilder an den Heiligen Martin, Vatikan, Rom
- 2012 Rund um den Steffl, Galerie Curhaus Pfarrei St. Stephan
- 2011 Plätze – Wien Innere Stadt, Bezirksmuseum Innere Stadt, Altes Rathaus, Wien
- 2009 Alpen – Donau – Adria, Wanderausstellung in St. Pölten, Graz, Grado und Schloss Gloggnitz
- 2006 Weatherburn Gallery, Naples, Florida, USA
- 2006 Gloriette, Schloss Schönbrunn, Wien
- 2005 50 Jahre Staatsvertrag, Ausstellung am Rennweg, Wien
- 2005 60 Jahre Republik, Schloss Gloggnitz
- 2002 ORF-Zentrum Küniglberg

## Schriften
- Albert Hoffmann: Historismus und Moderne IV. Der Erste Weltkrieg in zeitgenössischer und moderner Kunst. Katalog zur Ausstellung im Heeresgeschichtlichen Museum Wien. Gloggnitz 2015, ISBN 978-3-200-04022-9.
- Albert Hoffmann: Aquarellierte Impressionen. In: Monographien zur Kunst Österreichs im zwanzigsten Jahrhundert. Band 12. Österreichischer Kunst- und Kulturverlag, Wien 2001, ISBN 3-85437-231-0.
- Albert Hoffmann: Aquarelle und Zeichnungen. Blau-Gelbe Galerie, Wien 1996.